# NGC 5659
NGC 5659 је спирална галаксија у сазвежђу Волар која се налази на NGC листи објеката дубоког неба.
Деклинација објекта је + 25° 21' 18" а ректасцензија 14h 31m 6,0s. Привидна величина (магнитуда) објекта NGC 5659 износи 14,1 а фотографска магнитуда 14,9. Налази се на удаљености од 59,347 милиона парсека од Сунца. NGC 5659 је још познат и под ознакама UGC 9342, MCG 4-34-44, CGCG 133-82, PGC 51875.